# Хорафас, Эфстатиос
Эфста́тиос Хорафа́с (греч. Ευστάθιος Χωραφάς; 1871, Кефалиния — ?) — греческий пловец, дважды бронзовый призёр летних Олимпийских игр 1896.
Хорафас участвовал в трёх заплывах на играх — на 100, 500 и 1200 м вольным стилем. В первой гонке он не занял призового места, во второй и третьей занял третьи места.